# Platypodiella spectabilis
Platypodiella spectabilis är en kräftdjursart som först beskrevs av J. F. W. Herbst 1794.  Platypodiella spectabilis ingår i släktet Platypodiella och familjen Xanthidae. Inga underarter finns listade i Catalogue of Life.